# Костевич, Владимир Евгеньевич
Влади́мир Евге́ньевич Косте́вич (укр. Володимир Євгенович Костевич; 23 октября 1992, Деревня, Львовская область) — украинский футболист, защитник польского клуба «Котвица» (Колобжег).

## Биография

### Клубная карьера
Воспитанник львовского футбола. Начал заниматься футболом в школе Мирона Маркевича «Рух-Винники», где его тренером был О. Войтюк. С 2005 года по 2009 год выступал в детско-юношеской футбольной лиге Украины за УФК Львов.

### «Карпаты»
Зимой 2010 года перешёл во львовские «Карпаты». 29 марта 2010 года дебютировал в составе «Карпат-2» в матче Кубка украинской лиги против клуба «Львов-2» (1:4), Костевич отыграл 17 минут в игре. В матче 1/8 финала «Карпаты-2» уступили винницкой «Ниве» (3:0) и покинули турнир. 3 апреля 2010 года дебютировал во Второй лиге Украины в домашнем матче против винницкой «Нивы» (0:1), Костевич вышел на 81 минуте вместо Дмитрия Яджина. 23 мая 2010 года Владимир Костевич в домашнем матче против хмельницкого «Динамо» (1:0), забил свой первый гол в ворота Константина Дудника и принёс клубу победу. Всего за «Карпаты-2» провёл 8 матчей и забил 1 гол во Второй лиге, в кубке лиге сыграл 2 матча.
В сезоне 2010/11 начал выступать за дубль «Карпат» в молодёжном первенстве, также параллельно играя в чемпионате Львовской области за «Карпаты-2». В феврале 2011 года стал серебряным призёром Кубка Крымтеплицы, в финальном матче «Карпаты» уступили по пенальти «Энергии» из Новой Каховки. Позже участвовал на мемориале Эрнеста Юста. В сезоне 2010/11 Костевич сыграл в турнире дублёров 12 матчей и забил 1 гол (в ворота луцкой «Волыни»). «Карпаты» заняли 4 место, уступив на 4 очка «Днепру» и «Металлисту», которые заняли второе и третье место, соответственно.
После того, как исполняющим обязанности главного тренера «Карпат» стал Павел Кучеров, он начал привлекать к тренировкам молодых игроков. 11 ноября 2011 года дебютировал в составе «Карпат» в товарищеском матче против ивано-франковского «Прикарпатья» (2:0), Костевич вышел в начале второго тайма вместо Михаила Кополовца. По словам Кучерова Костевич дебютировал в составе «Карпат» удачно. 19 ноября 2011 года дебютировал в Премьер-лиге Украины в выездном матче против одесского «Черноморца» (2:2), Костевич вышел в стартовом составе, однако на 41 минуте был заменён на Батисту.
В январе 2012 года впервые вместе с основным составом «Карпат» поехал на сборы в Турцию.

### «Лех»
В январе 2017 подписал контракт с польским «Лехом». Дебютировал 14 января 2017 выйдя в стартовом составе в товарищеском матче против «Сокола» (8:0). Украинец отметился голом и голевой передачей.
В июне 2017, по мнению болельщиков, был признан лучшим левым защитником чемпионата Польши.

### «Динамо» (Киев)
10 августа 2020 года Владимир Костевич подписал предварительное соглашение с «Динамо» сроком на 3 года. Оно должно было вступить в силу с 1 января 2021 года, когда у игрока истекал контракт с «Лехом». Однако он присоединился к «Динамо» уже 6 октября 2020 года.